# Франконская Зале
Франко́нская За́ле (нем. Fränkische Saale) — река в Германии, правый приток Майна. Протекает по земле Бавария. Площадь бассейна реки составляет 2766,45 км². Длина реки — 140 км. Высота истока 313 м. Высота устья 154 м.
Образуется в Нижней Франконии в окрестностях Бад-Кёнигсхофена. Впадает в Майн в Гемюндене.

## Притоки
- Тульба

## Галерея

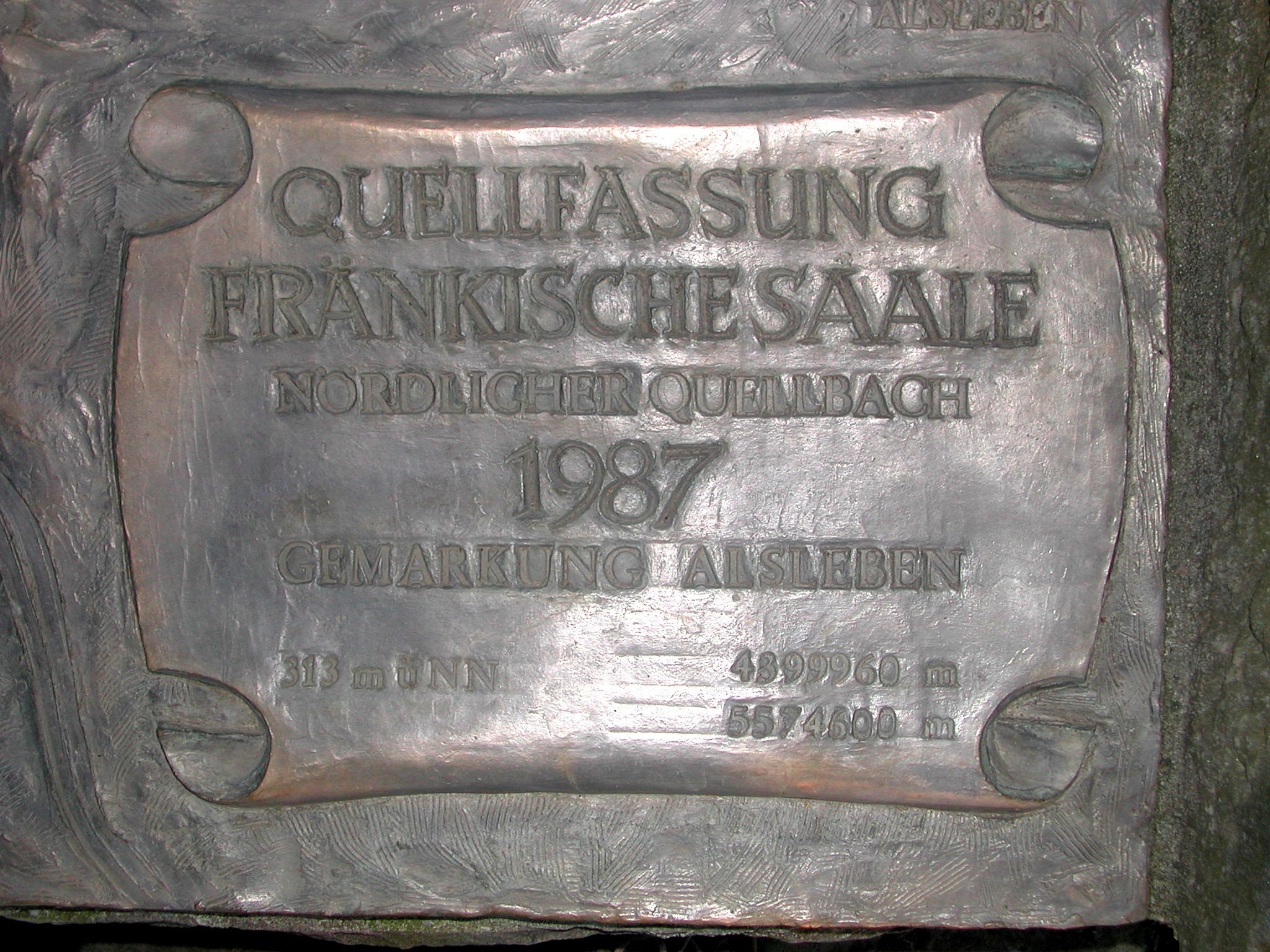
Один из источников Франконского Зале
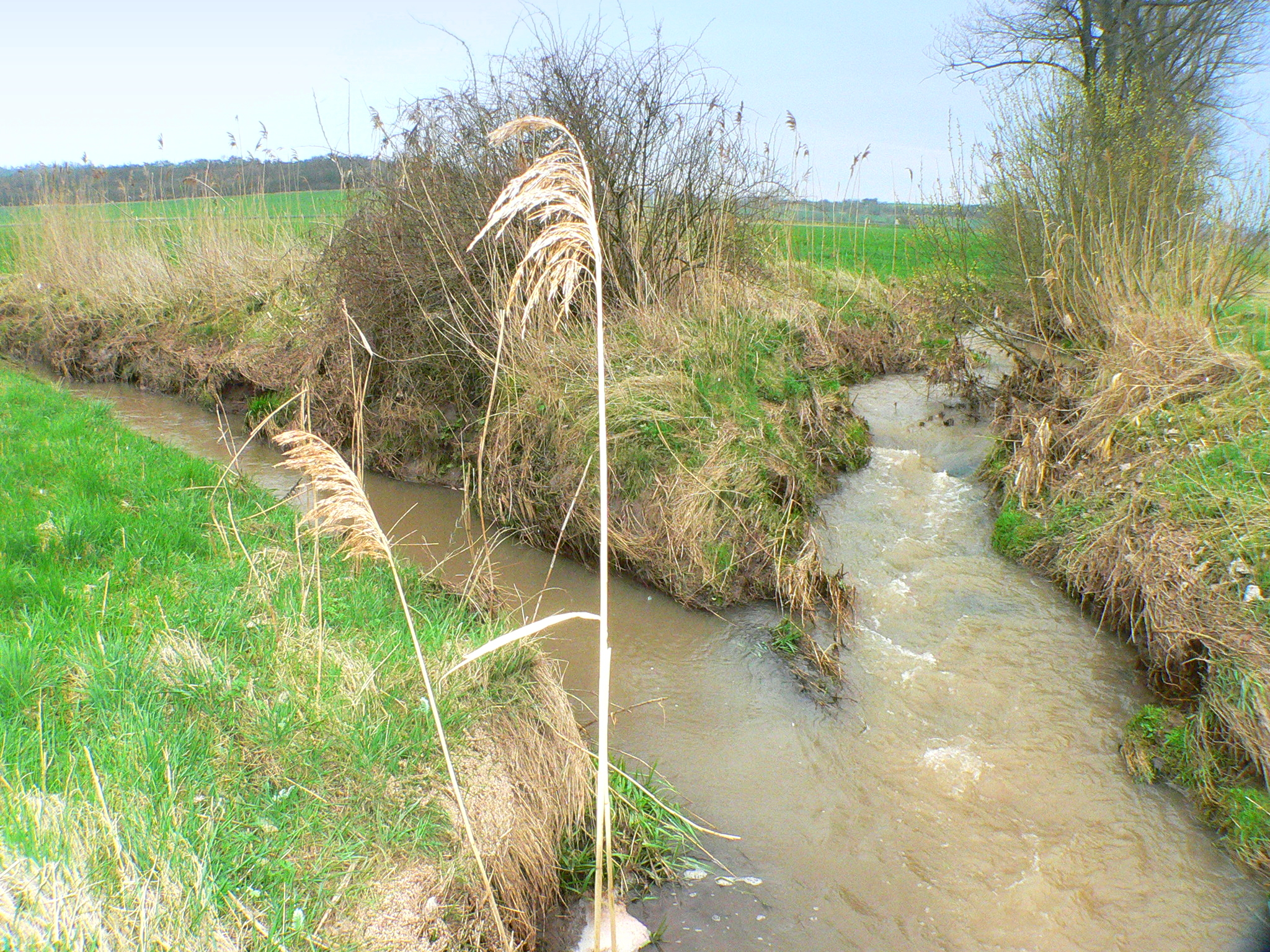
Образование реки
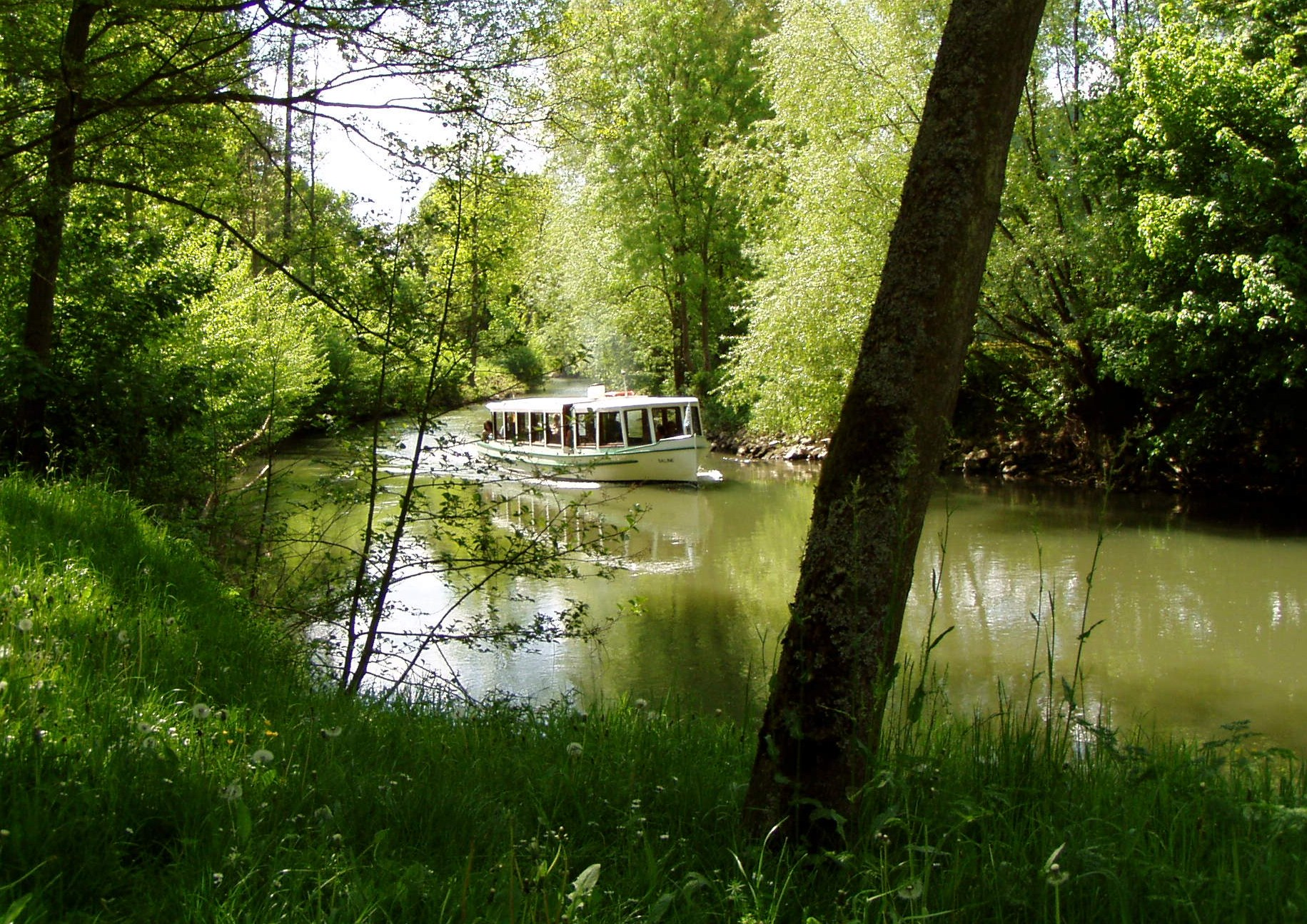
Прогулочный катер